# Shroma
Shroma (en georgiano: შრომა) es un pueblo de Georgia ubicado en el oeste de la región de Guria, siendo parte del municipio de Ozurgueti.

## Geografía
Shroma se encuentra ubicado en la margen izquierda del río Supsa, a 6 km de Ureki y a 36 km de Ozurgueti.

## Historia
En el pueblo había una iglesia de piedra que lleva el nombre de los Arcángeles; por esto es que el pueblo y la comunidad rural recibieron el nombre de Mikelgabrieli (en georgiano: მიქელგაბრიელი).  
En 1902 se abrió una biblioteca en el pueblo y en 1912 se abrió una cooperativa de crédito en el pueblo, a la que se unieron 2.000 personas. En 1917, la escuela del pueblo se transformó en una escuela de cuatro grados y en 1923 en una escuela de siete años. En 1939 se abrió una escuela secundaria.
Durante el período soviético, se cultivaba té: la superficie de té ascendía a 100 hectáreas en 1927 y en 1935 superaba las 1.000 hectáreas. En 1933 se construyó una fábrica de té para trabajadores. En 1956 se construyó un edificio administrativo.

## Demografía
La evolución demográfica de Shroma entre 1908 y 2014 fue la siguiente:
| 510                                             | 715 | 392 |
| (Fuente: Population of Georgia in Soviet times) |     |     |

Según el censo de 2014, los georgianos constituían el 94,9% de la población, los armenios, el 3,8% y los ucranianos, el 0,5%.

## Infraestructura

### Educación
Hay una escuela pública y una biblioteca en el pueblo.

### Transporte
El pueblo está conectado con Ozurgueti por una carretera. 

## Galería

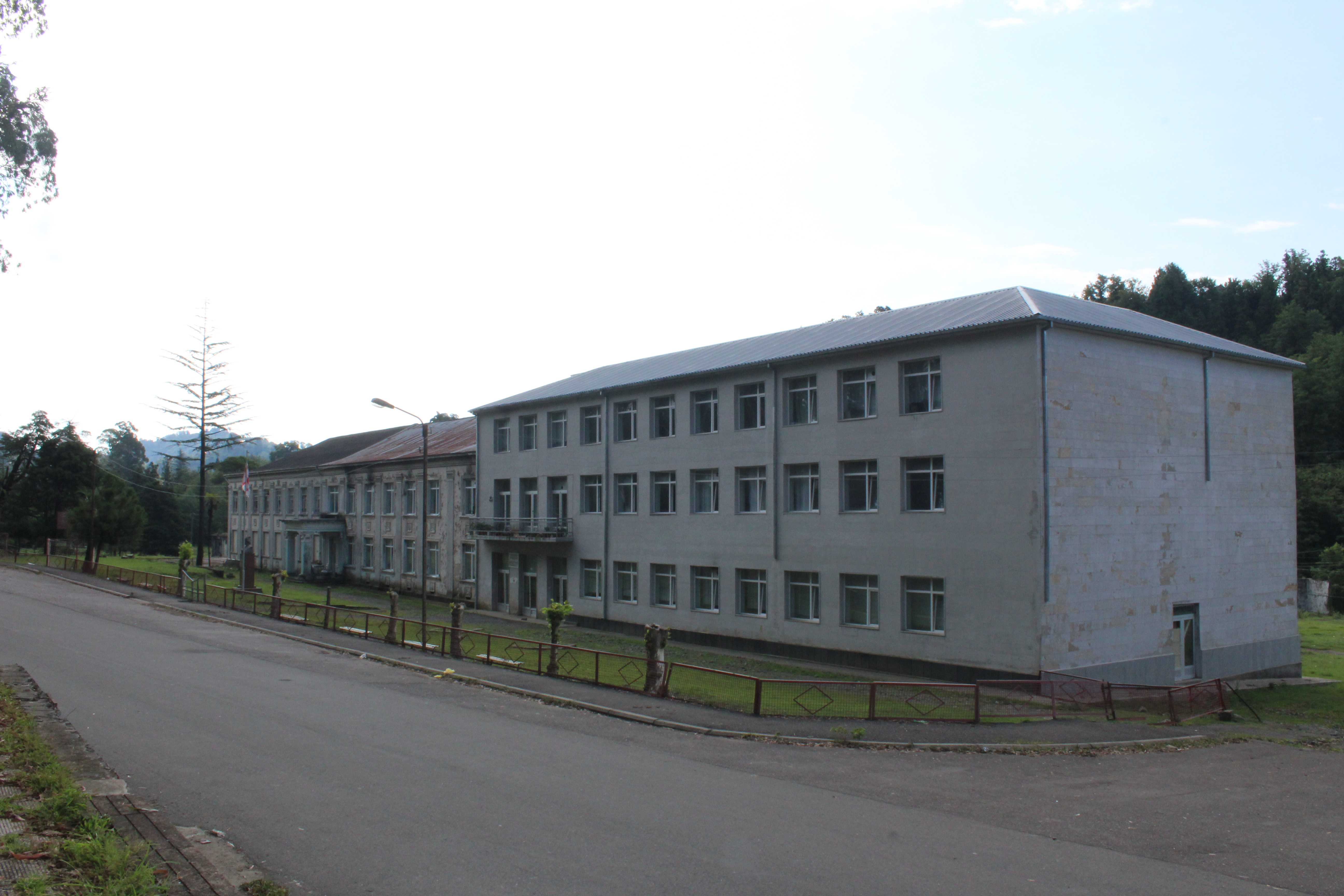
Escuela local
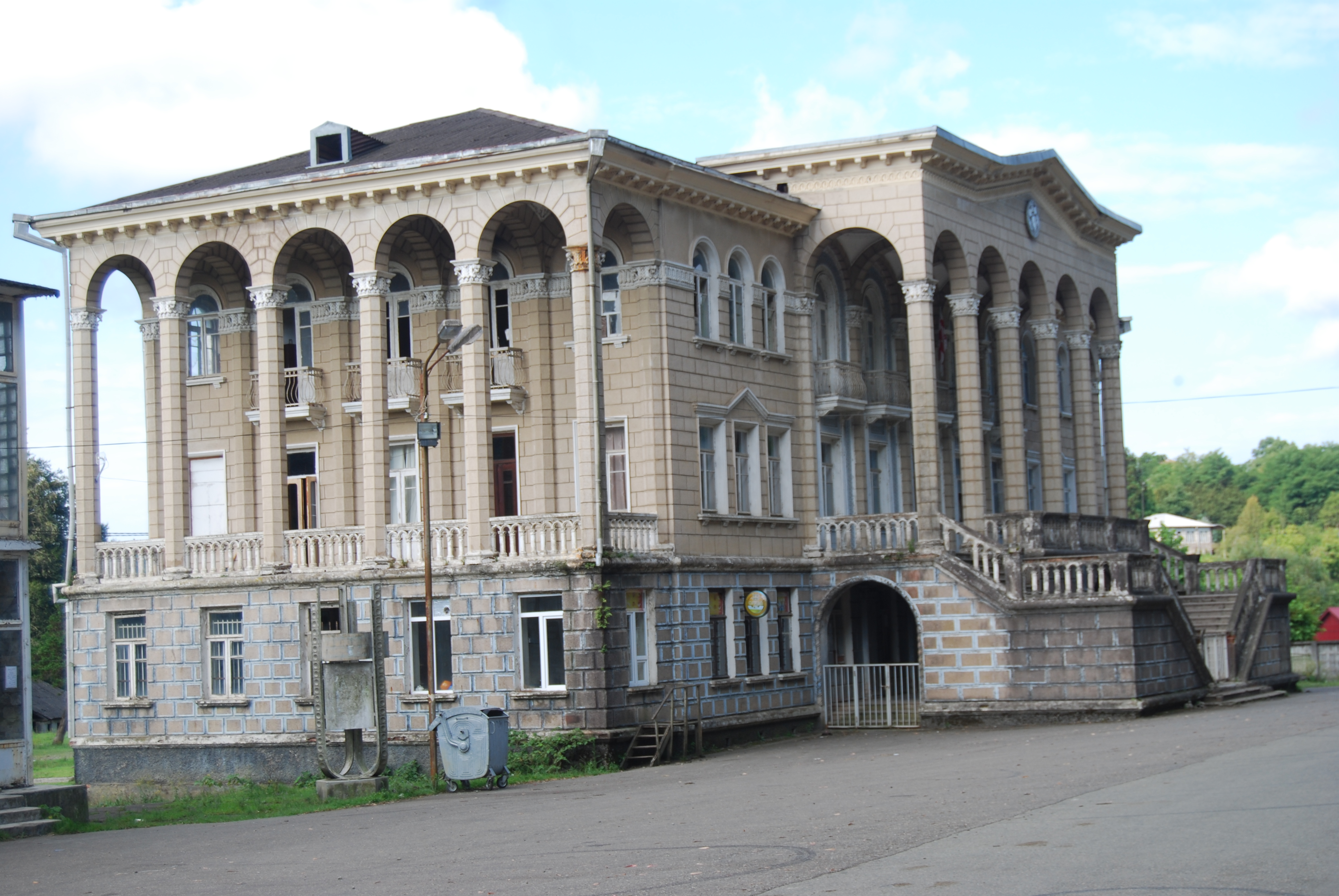
Edificio administrativo local
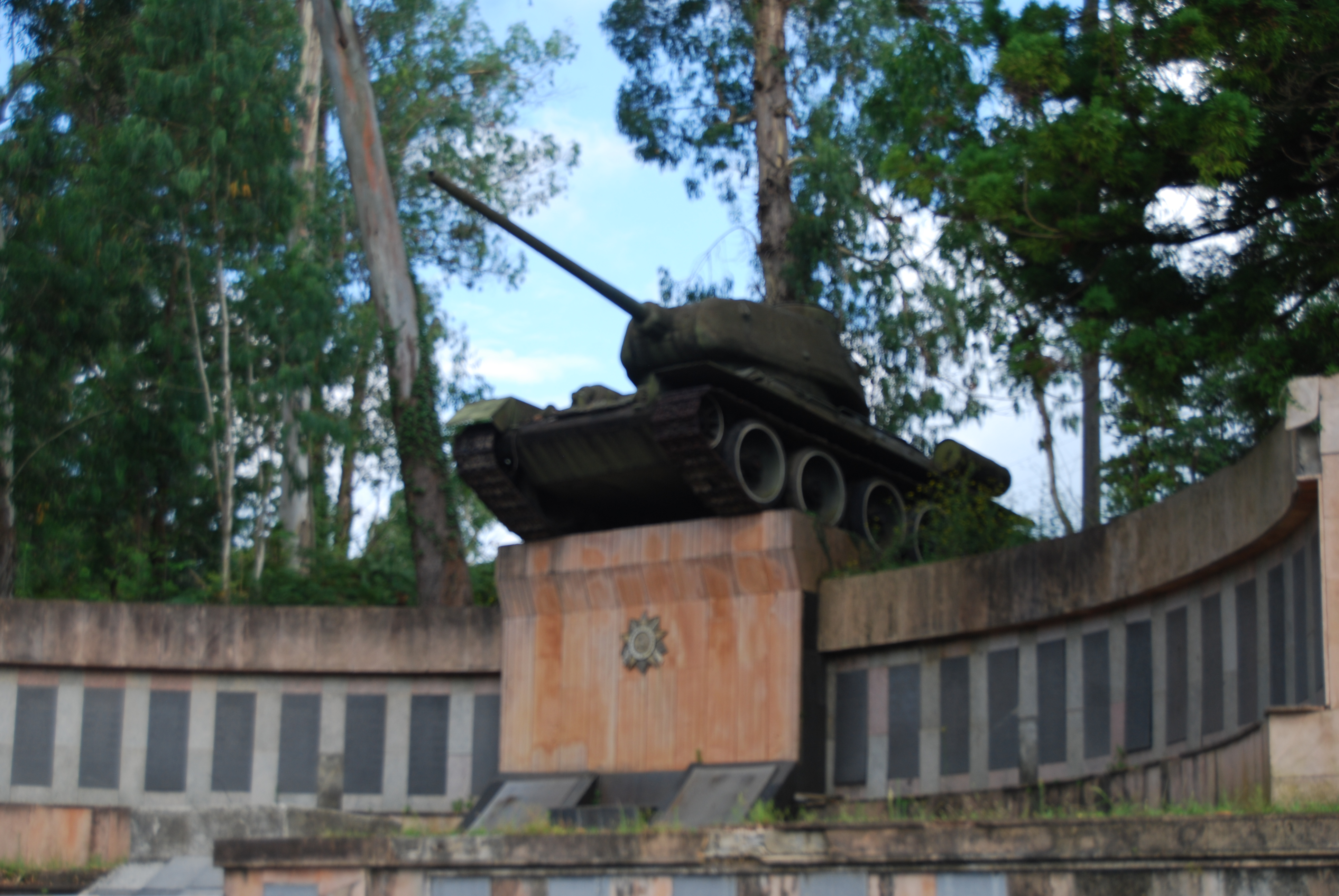
Monumentos soviético de Shroma
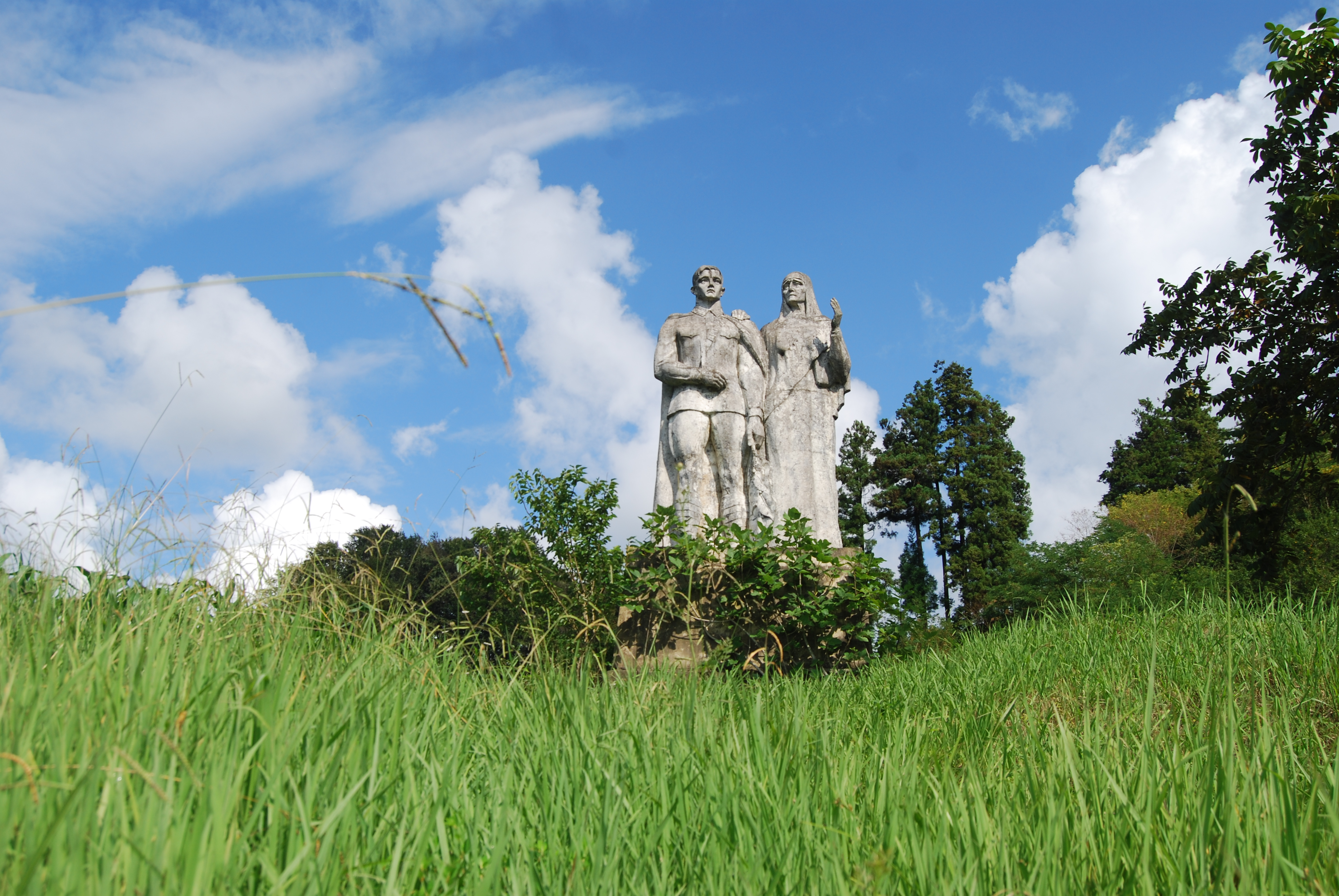
Monumento de Georgia y Ucrania
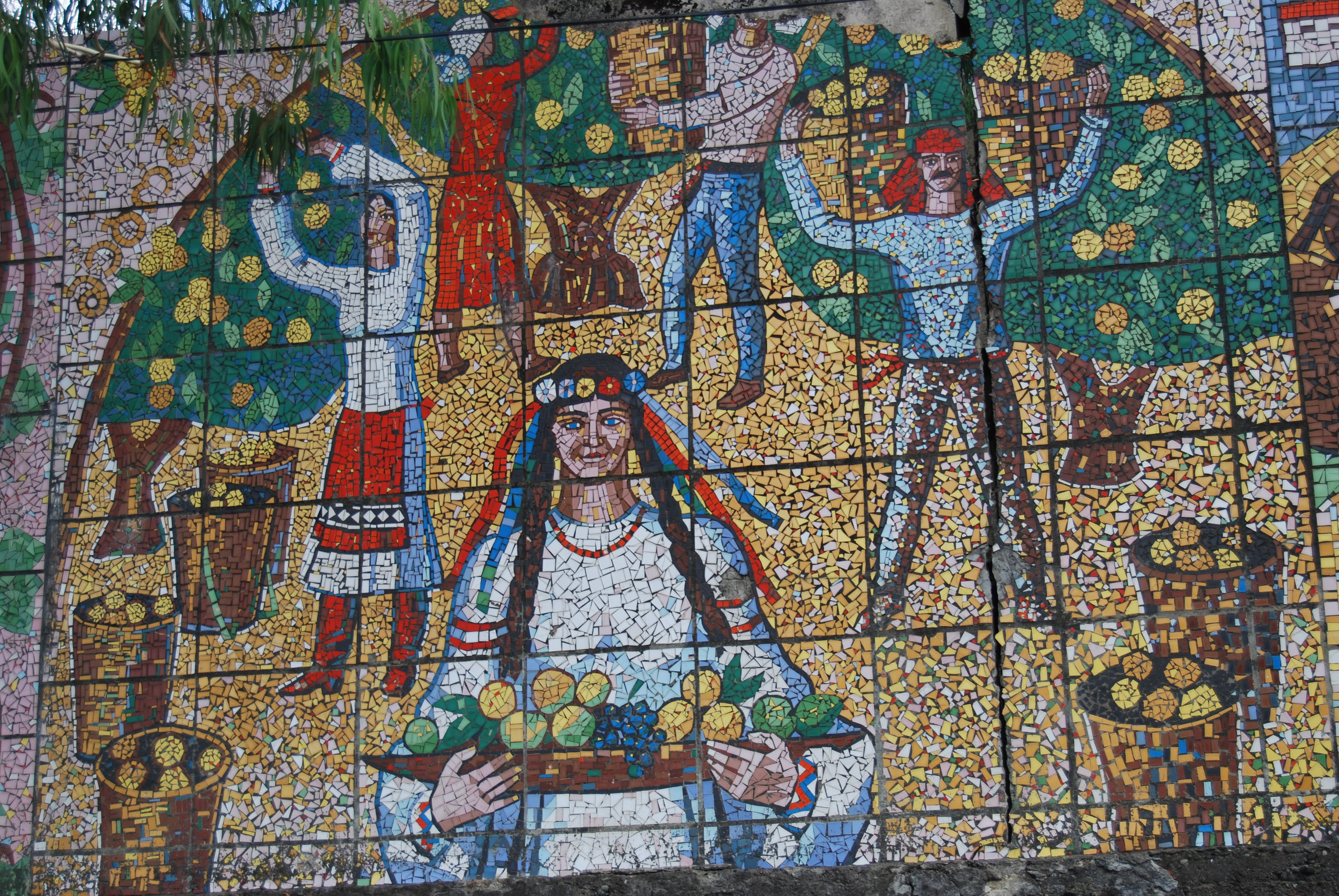
Mosaico soviético